# Neferkara VIII
Neferkara VIII fue el segundo faraón de la décima dinastía del antiguo Egipto (entre 2042 y 2036 a. C., durante el Primer periodo intermedio.
El praenomen Neferkara sugiere que se consideraba un legítimo sucesor de Neferkara Pepy de la VI dinastía, al igual que los muchos reyes menfitas homónimos de la VIII Dinastía. Probablemente fue el octavo rey en llevar este nombre -de ahí el “VIII”- aunque a muchos de sus predecesores a veces se les llamaba por una combinación de sus praenomen y nomen (por ejemplo, Neferkara Tereru, o Neferkara Khendu).
Definitivamente solo está atestiguado en el Canon Real de Turín, ya que no se le conoce por ningún hallazgo arqueológico. Es muy improbable que Neferkara VIII y el enigmático rey Ka-nefer-re mencionado en la tumba del nomarca Anjtifi sean la misma persona, y es algo más probable que Kaneferre se identifique más bien con Neferkara VII de la anterior IX dinastía.

## Titulatura
|             |     |     |
| \| \| \| \| |     |     |
|             |     |     |
| N5          | nfr | D28 |

| N5 | nfr | D28 |

|             |     |     |
| \| \| \| \| |     |     |
|             |     |     |
| N5          | nfr | D28 |

| N5 | nfr | D28 |

nfr-k3-rˁ
Noferkaré
„Ré lelke tökéletes”